# دهبکری (بم)
دهبکری، شهری در بخش دهبکری شهرستان بم در استان کرمان ایران است. این شهر، مرکز بخش دهبکری است.

## جمعیت
بر پایه سرشماری عمومی نفوس و مسکن در سال ۱۳۹۵، جمعیت شهر دهبکری برابر با ۱۰٬۷۲۶ نفر (۳٬۳۸۳ خانوار) بوده است.